# Армия и революция
«Армия и революция» (укр. Армія і революція) — щомісячний науковий військово-політичний журнал, орган військово-наукового товариства при командуванні Збройними силами України і Криму. Створений за ініціативи М. Фрунзе в червні 1921 року. Журнал публікував статті, присвячені питанням тактики, навчання і виховання військ, історії громадянської війни, передусім в Україні. Особливу увагу приділяв аналізові досвіду РСЧА в боротьбі з повстанським рухом в Україні (1918—1922). Видання припинено в листопаді 1926.